# Gulf Brook
Gulf Brook – mała rzeka w stanie Nowy Jork, w hrabstwie Delaware, uchodząca do Holliday Brook na wysokości 444 m n.p.m. Zarówno długość cieku, jak i powierzchnia zlewni nie zostały oszacowane przez USGS. 